# Germaine Greer

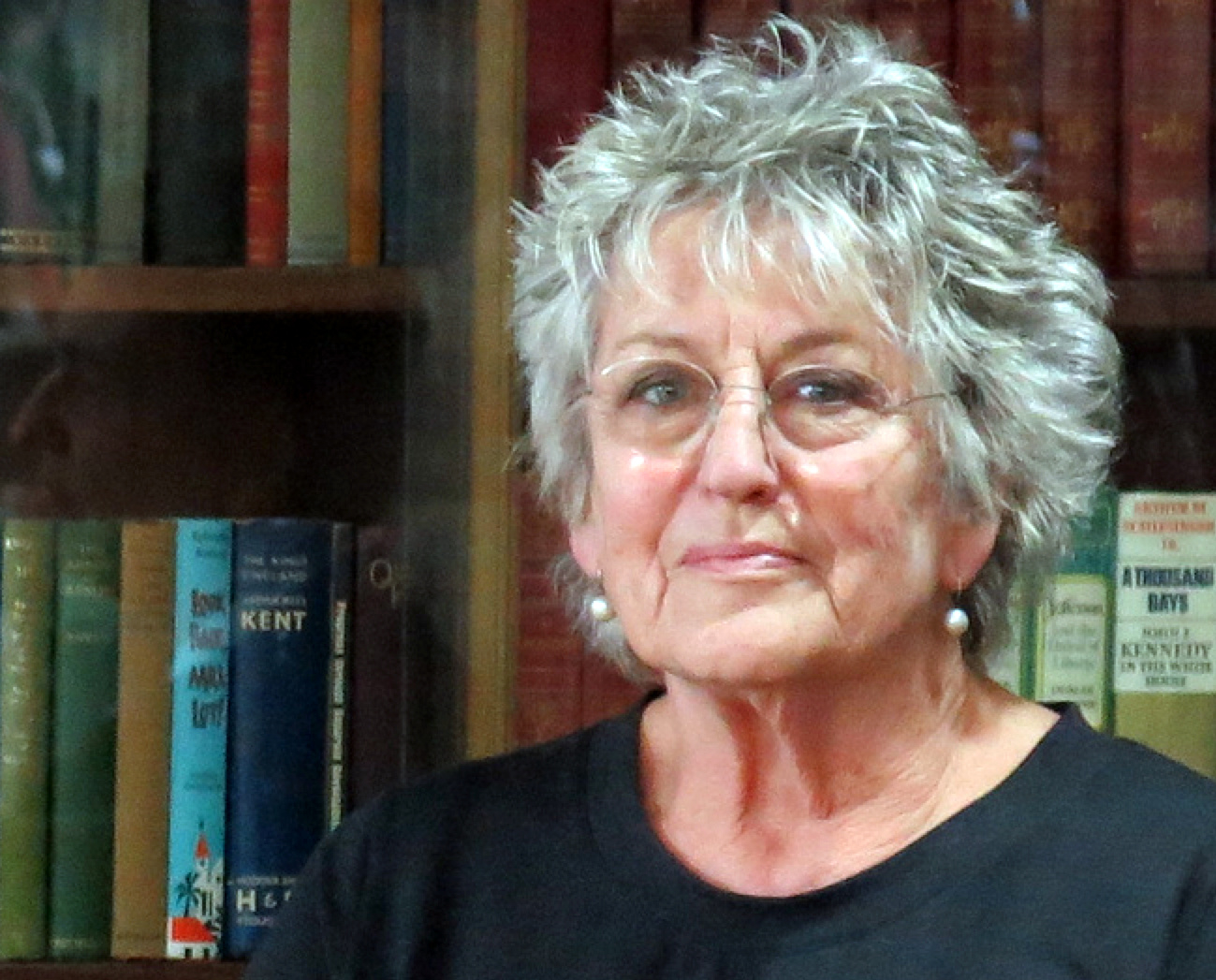
Germaine Greer in 2013

Germaine Greer (Melbourne, 29 januari 1939) is een Australische literatuurwetenschapper en publiciste. Ze wordt beschouwd als een invloedrijke feministe. Ze is emeritus hoogleraar literatuurwetenschappen aan de Universiteit van Warwick (Engeland) en was hoogleraar aan Newnham College van de Universiteit van Cambridge, waar ze ook studeerde.
Een van haar bekendste boeken is The female Eunuch (De vrouw als eunuch) uit 1970. Hierin neemt ze stelling tegen de man als heteroseksuele veroveraar. Ze nam ook stelling voor de emancipatie van de man, de bevrijding van zijn mythische last van superioriteitsgevoel.
Germaine Greer provoceerde met haar uitspraken en uitgaven. Zo omschreef ze zichzelf als een katholieke atheïst. Een van haar laatste werken (The Beautiful Boy) was een boek met foto's van erotisch geëtaleerde mannelijke tieners.
Karel van de Graaf interviewde op 20 maart 1999 op Nederland 1 Germaine Greer over haar nieuwste boek. Greer stelde in dat interview dat het niet zo erg opschiet met de emancipatie van de vrouw. Omdat ze vindt dat het voor vrouwen eerder slechter is geworden, moeten vrouwen meer apart van mannen leven. Vrouwen die in de bedrijfswereld en de politiek terechtkomen, moeten zich aanpassen aan een typische mannenwereld met zijn codes, intriges, machtspelletjes, enzovoort. Het idee dat de vrouw aan het hoofd van een grote internationale onderneming die kan vervrouwelijken, vindt Greer onzin. Ze stelt dat dergelijke ondernemingen door mannen zijn gevormd en dat de bedrijfscultuur de vrouw aan de top (ver)vormt naar de heersende mores. De opmerking dat in de 21e eeuw bijna de helft van de gehuwde vrouwen niet buitenshuis wil werken, maar thuis aan de haard bij de kinderen wil blijven, vindt Greer geen inboeten van de feministische idee; de meeste vrouwen die buitenshuis werken hebben geen goede banen, worden vaak onderbetaald, hebben minder carrièremogelijkheden en kunnen zich niet altijd ontplooien. Bovendien vervullen ze de meeste huistaken. In die zin is de optie van vrouwen die niet meer wensen buitenshuis te werken een positieve attitude. Mannen willen, volgens Greer, niet voor kinderen zorgen. Bij gebrek aan vaderschap moet dan het collectief een soort vaderschap op zich nemen door de bekostiging van de kinderzorg. Ook dat zouden vaders, mannen, niet meer willen. In die zin stelt ze vast dat bij een scheiding de mannen rijker worden dan vrouwen: zij moeten immers vaak alleen de kinderen opvoeden en hiervoor betalen. Een andere observatie is dat gescheiden mannen meer hertrouwen dan hun gescheiden vrouwen met kinderen. Op de schaal van de gelukkigste mensen staan gehuwde mannen op de eerste plaats.

## Bibliografie

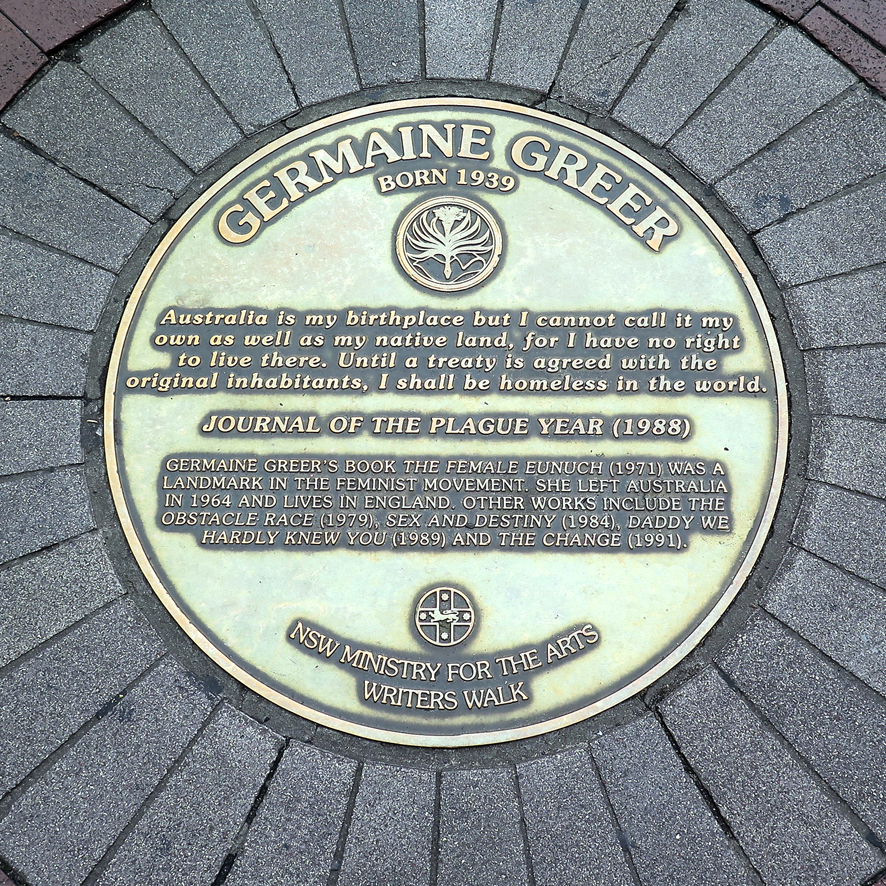
Een plaquette voor Germaine Greer in de Sydney Writers Walk-serie op Circular Quay.